# Рудути
Рудути (Редути, пол. Reduty) — село в Польщі, у гміні Орля Більського повіту Підляського воєводства. Населення — 119 осіб (2011).

## Історія
Входило до складу Орленської волості. У 1577 році Рудути обіймали 21,5 волоки землі, у селі діяли 2 корчми та 5 млинів.
У 1975—1998 роках село належало до Білостоцького воєводства.

## Демографія
Демографічна структура станом на 31 березня 2011 року:
|          | Загалом | Допрацездатний вік | Працездатний вік | Постпрацездатний вік |
| -------- | ------- | ------------------ | ---------------- | -------------------- |
| Чоловіки | 62      | 6                  | 28               | 28                   |
| Жінки    | 57      | 4                  | 13               | 40                   |
| Разом    | 119     | 10                 | 41               | 68                   |